# Mimi (serie de televisión)
Mimi (hangul:미미) es una serie de televisión surcoreana protagonizado por Chang Min y Moon Ga Young. Estuvo al aire en el canal de cable Mnet desde el 21 de febrero hasta el 14 de marzo de 2014 por 4 episodios.
El horror, misterio y romance estuvo inspirado en la película de Lee Myung See «M» (2007).

## Sinopsis
Min Woo es un hombre de 28 años escritor de webtoon que posee pérdida de memoria parcial. Un día encuentra una nota en su calendario de escritorio y debido a ello, escribe un nuevo webtoon titulado 08 de diciembre, que se convierte en un éxito instantáneo. Pero como el webtoon pide aún más, Min Woo siente una presión en su trabajo y comienza a sufrir fuertes dolores de cabeza. Él se esfuerza por recuperar sus recuerdos perdidos desde que era un joven de 18 años de edad, estudiante de secundaria, especialmente las de su primer amor, Mimi, mientras desentraña un misterioso destino.

## Reparto
- Shim Chang Min como Han Min Woo.[10][11][12]
- Moon Ga Young como Mimi[13][14][15]
- Shin Hyun Bin como Jang Eun Hye.
- Jung Ji Soon como el líder del departamento de manhwa.
- Yoon Da Kyung como mamá de Min Woo.
- Go Won como profesor de Min Woo.
- Choi Young Soo como Sung Woo
- Kim Joon Goo como Soldado de castigo.
- Lee Yeon Kyung como Tía de Mimi.
- Byun Baek Hyun como hombre con paraguas.

## Emisión internacional
- Hong Kong: Now Hong Kong (13 de enero de 2015 ~ 18 de enero de 2015)